# Merriam, Kansas
Merriam är en stad (city) i Johnson County, i delstaten Kansas, USA. Enligt United States Census Bureau har staden en folkmängd på 11 180 invånare (2011) och en landarea på 11,2 km².